# Водовозов, Альберт Фёдорович
Альбе́рт Фёдорович Водово́зов (3 апреля 1932 год, Ольховое, Станично-Луганский район, Луганская область, Украинская ССР, СССР – 3 июля 2018 года, Киев, Украина) — украинский композитор, заслуженный деятель искусств Украины.

## Биография
Родился в Донбассе, в селе Ольховка Луганской области. Отец был репрессирован, мать воспитывала детей одна и работала в шахте. Окончил Луганское музыкальное училище, занимался по классу духовых инструментов и композиции (преподаватель Г. А. Архангельский). Учился в Киевской консерватории по классу композиции у профессора, заслуженного деятеля искусств Украины Н. Н. Вилинского. Слушал лекции профессора Л. Н. Ревуцкого, Б. Н. Лятошинского, общался с композиторами А. Я. Штогаренко, К. Ф. Данькевичем, Г. И. Майбородой, Г. Л. Жуковским.
После окончания консерватории вернулся в Донбасс, в 1956 году стал преподавателем теоретических предметов в Донецком музыкальном училище, где по его инициативе было открыто композиторское отделение и факультатив. В 1956—1960 годах занимал должность руководителя Шахтёрского ансамбля песни и танца Донбасса, в 1963—1964 годах работал звукорежиссёром Донецкой студии телевидения.
В 1970—1983 годах — председатель Донецкой областной организации Союза композиторов Украины.
Альберт Федорович Водовозов скончался 3 июля 2018 года в Киеве, Украина.

## Список основных произведений
- 1953 «Прометей» — поэма для симфонического оркестра
- 1954 6 прелюдий для фортепиано
- 1955 Обработка народной песни «Взяв би я бандуру»
- 1955 3 фуги для фортепиано
- 1955 Соната для фортепиано
- 1956 «Песня о Киеве», сл. И. Вилегжанина
- 1958 Фантазия на темы песен П. Майбороды для эстрадного оркестра
- 1958 «Веселая песня», сл. А. Карановича

- 1964 Обработка народной песни «Летела зозуля»
- 1967 «Праздник в Донбассе» — поэма для симфонического оркестра
- 1967 «Романтическая поэма» — концерт для фортепиано с оркестром
- 1967 «Осенняя песня» — романс, сл. И. Маковийчука
- 1967 «Чудо Рафаэля» — романс, сл. С. Острового
- 1968 «Лебединая песня», сл. К. Дрока, для голоса и струнного квартета
- 1968 «Без тебя», сл. К. Дрока, для голоса и струнного квартета
- 1968 «Лунный ноктюрн» — романс, сл. Н. Носок
- 1968 «Молодёжная праздничная» — увертюра для симфонического оркестра
- 1969 «Весенняя ода Ленину», сл. В. Бокова, для голоса с оркестром
- 1969 «Баллада о рабочем», сл. Я. Смелякова, для голоса с оркестром

- 1970 «Красная тачанка», сл. Е. Лукьяненко, для голоса с оркестром
- 1970 Концертная сюита для эстрадного оркестра (в пяти частях)
- 1971 «Концертный марш» для духового оркестра
- 1971 Обработка народной песни «У ворот, ворот…»
- 1972 Героическая поэма «Краснодонцы» — концерт для скрипки с оркестром
- 1972 «Я родился в Донбассе», сл. В. Барсукова, для голоса с оркестром
- 1972 «Чорнобриві дівчата Moї», сл. Д. Луценко, для голоса с оркестром
- 1972 Фантазия на две темы для оркестра народных инструментов
- 1972 «Элегия», сл. В. Демидова, романс
- 1973 «Мое Приднепровье», сл. К. Дрока для хора a capella
- 1973 «Марш донецких забойщиков», сл. В. Шутова, песня
- 1974 «Бессмертие», сл. С. Александрова, для голоса с оркестром
- 1974 «Моя Украина» — кантата, сл. О. Ющенко, для хора с оркестром
- 1975 «Край шахтерский», сл. И. Лазаревского, для голоса с оркестром
- 1975 «Шахтерские жены», сл. Е. Летюка, песня
- 1975 «Улица Вани Щтрова», сл. В. Шутова, песня
- 1976 «Птахи линуть у вирш», сл. 6. Летюка, для голоса с оркестром
- 1976 «Ты далекая и близкая», сл. К. Дрока, романс
- 1976 «Осінь безкрая», сл. Л. Губина, романс
- 1979 «Волшебная мечта», 5 песен на сл. И. Лазаревского
- 1979 «0лимпиада-80», 5 песен на сл. А. Драгомирецксйго
- 1979 «Мой Октябрь», сл. Н. Рыбалко, песня

- 1980 «Прощай, печаль», сл. П. Элюара, для голоса и струнного квартета
- 1980 «В полночь», сл. Ю. Рыбчинского, песня
- 1981 «Не оставляй меня одну», сл. А. Драгомнрецкого, романс
- 1981 «Осенью», сл. Л. Губина, романс
- 1982 «Возвращение», триптих для голоса с оркестром, сл. Е. Кузнецова
- 1982 Фуга для деревянных духовых инструментов
- 1982 «Шахтер страны Советов», песня, сл. В. Шутова
- 1986 «Юношеский альбом» (прелюдия, фуга, вальс, этюд-картина, элегия) для фортепиано
- 1986 «Солдатская память», сл. Г. Кушнира, песня
- 1987 Шесть пьес на темы веснянок народов СССР для фортепиано
- 1988 «Лирический вальс» для симфонического оркестра
- 1988 «Осенний романс», сл. Л. Губина, для голоса с оркестром
- 1988 «Донецкие розы», сл. В. Шутова, для голоса; с оркестром
- 1989 «Диалоги», концерт для фортепиано, органа (синтезатора) и симфонического (эстрадно-симфонического) оркестра

Всего написано: музыка к телевизионным и театральным спектаклям (4), музыка к кукольным спектаклям (более 20), более 60 песен.

## Видео
- Альберт Водовозов - Лирический Вальс (1994)
- Слово о композиторе (недоступная ссылка) (Невенчаная Тамара Сергеевна. Музыковед, доктор философии искусства. Ответственный секретарь НСКУ, секретарь правления по организационно-творческим вопросам).